# NGC 7621
NGC 7621 é uma galáxia espiral (S) localizada na direcção da constelação de Pegasus. Possui uma declinação de +08° 22' 00" e uma ascensão recta de 23 horas, 20 minutos e 24,7 segundos.
A galáxia NGC 7621 foi descoberta em 25 de Novembro de 1864 por Albert Marth.